# VFTS 243

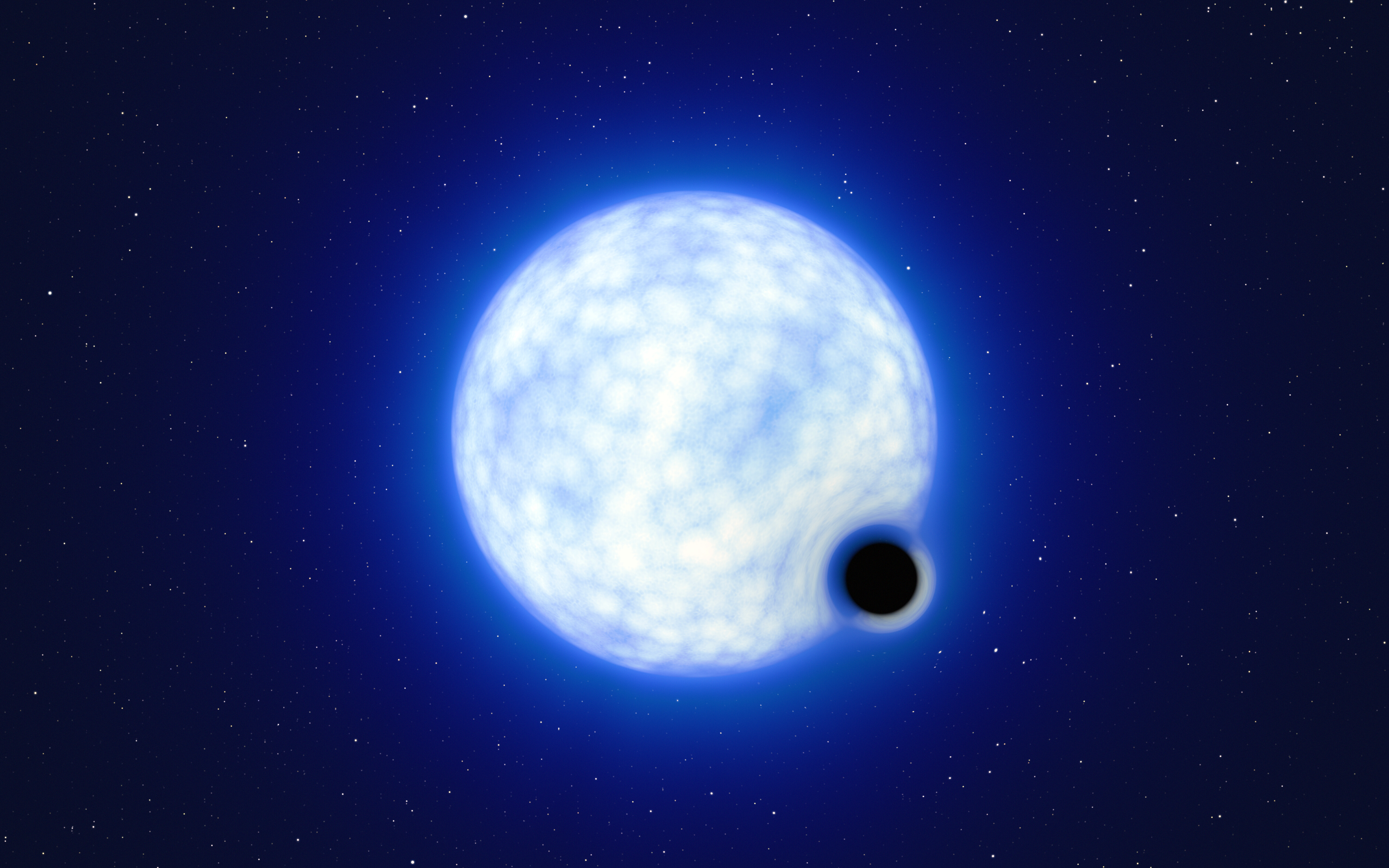
VFTS 243에 대한 작가의 상상도

VFTS 243 (2MASS J05380840-6909190)은 항성질량 블랙홀 주위를 공전하는 O7V형 주계열성이다. 블랙홀의 질량은 태양의 약 9배이며, 푸른 별의 질량은 태양의 25배로 크기는 블랙홀의 20만 배다. VFTS 243은 지구에서 약 160,000광년 떨어진  대마젤란 은하 내부의 NGC 2070 (타란툴라 성운)에 위치하고 있다. 쌍성의 공전 주기는 약 10.4일이다.